# София Померанская (герцогиня Померании)
София Померанско-Слупская (1435 — 24 августа 1497) — герцогиня Померании по праву рождения, супруга Эрика II Померанского.

## Жизнь
София была дочерью герцога Померании Богуслава IX и Марии Мазовецкой. В 1446 году её отец умер, и ему наследовал его двоюродный брат Эрик Померанский, бывший король Дании, Норвегии и Швеции. София стала наследницей личного состояния Эрика Поморского.
В 1451 году София вышла замуж за Эрика II Померанского. Брак сделал её супруга наследником территорий Эрика Померанский, а саму Софию — наследницей личного состояния Эрика Померанский. После смерти Эрика Померанского в 1459 году муж Софии объединил Померанию благодаря тому, что получил по праву жены Померанско-Слупское и Померанско-Рюгенвальдское герцогства. София же стала единственной обладательницей огромного состояния, которое Эрик Поморский вывез из своих бывших королевств в Скандинавии, а также богатств, которые приобрёл в результате своей пиратской деятельности на Готланде.
Поскольку Эрик отказался дать Софии какую-либо политическую власть над территориями, которые получил благодаря ей, на что, по её мнению, она имела право, супруги расстались. София переехала в замок Рюгенвальде со своими детьми и любовником Гансом Мазерским. В 1470 году она отказалась финансировать войну своего мужа с Бранденбургом. Она овдовела в 1474 году.
Согласно старой легенде, она отравила своих сыновей, Вратислава и Казимира, но когда попыталась накормить сына Богуслава отравленным бутербродом, его предупредил его шут. Бутерброд был скормлен собаке, которая издохла, а София была вынуждена бежать в Данциг.

## Дети
У Софии и Богуслава было не меньше двенадцати детей:
1. Богуслав X Великий (28 или 29 мая 1454 — 5 октября 1523) — герцог Померанский
2. Казимир VI (ок. 1455 — 8/15 сентября 1474) — герцог Померанский
3. Елизавета (ум. 1463), невеста Иоганна V, герцога Саксен-Лауэнбургского
4. София (ок. 1462 — 26 апреля 1504), невеста Иоганна VI и жена Магнуса II, сыновей герцога Генриха IV Мекленбургского
5. Елизавета (ок. 1463 — после 22 октября 1516) — настоятельница бенедиктинского монастыря в Ферхене
6. Вартислав XI (после 1465 и ок. 1474),
7. Барним (IX) (после 1465—1474),
8. сыновья, вероятно, умершие в молодом возрасте
9. дочь (имя и годы жизни неизвестны)
10. Малгоржата (Маргарита) (ок. 1470 — 27 марта 1526) — жена с 1487 года герцога Бальтазара Мекленбургского (1477—1507), коадъютора Шверинского епископства
11. Катарина (Екатерина) (1470—1526), жена с 1486 года Генриха IV Старшего (1463—1514), герцога Брауншвейг-Вольфенбюттельского (1495—1514)
12. Мария (до 5 июля 1574—1512), настоятельница Волинского цистерцианского монастыря